# ジャック・ド・モナコ
ジャック・ド・モナコ （Jacques de Monaco, 2014年12月10日 - ）は、モナコ公アルベール2世とシャルレーヌ公妃の第2子（長男）。誕生よりモナコ公の法定推定相続人であり、公世子の称号を持つ。ガブリエラ公女は双子の姉。

## 略歴
2014年5月30日にシャルレーヌ公妃が第1子を妊娠中であることが発表され、その後双子だということが再度発表された。ジャックは同年12月10日午後5時6分に姉のガブリエラと2分違いで誕生した。モナコ公位継承権は男子優先制なのでジャックが1位、ガブリエラが2位となる。
2015年5月10日にモナコ大聖堂で洗礼式が行われた。このとき父のアルベール2世からグリマルディ勲章Grand Crossを授与された。

ジャックのモノグラム